# Juan Carlos Gardella
Juan Carlos Gardella (Paraná, provincia de Entre Ríos, 20 de enero de 1931 – Rosario, provincia de Santa Fe, 14 de febrero de 1998) fue jurista y docente universitario, especializado en Epistemología y Filosofía del Derecho y defensor del estado de derecho y los derechos humanos.

## Biografía
Nació en Argentina el 20 de enero de 1931. Tempranamente mostró una clara y firme adhesión a los principios democráticos militando en el "humanismo universitario". Se graduó en la Facultad de Ciencias Jurídicas y Sociales de la Universidad Nacional del Litoral en 1954. Ingresó al Poder Judicial de la Provincia de Santa Fe en 1957 con el cargo de Defensor General, y desde 1963 a 1968 se desempeñó como Juez Civil y Comercial de 1.ª Instancia de los tribunales provinciales de la ciudad de Rosario. 
En 1968 fue cesanteado en su cargo por el gobierno de facto del Gral. Onganía, a través de la intervención "Saráchaga" llevada a cabo en el Poder Judicial de la Provincia de Santa Fe. Mientras tanto, siguió con sus actividades como docente e investigador, en el país y en el extranjero, a partir de haber sido beneficiario de la beca Von Humboldt, circunstancia que lo llevó reiteradas veces a la entonces República Federal Alemana.
La crisis institucional vivida en Argentina que terminó con el golpe de Estado de 1976 hizo que en 1974 fuera amenazado por la triple A (Alianza Anticomunista Argentina), lo que lo obligó a exiliarse primero en Venezuela y luego definitivamente en Alemania, desde el año 1975. Estando en el exilio, fue declarado prescindible y su cátedra de Filosofía del derecho intervenida y ocupada por colaboradores de la dictadura.
Durante su estancia en Europa se desempeñó como profesor a cargo de cátedra e investigador en la facultad de ciencias jurídicas de la Universidad de Colonia (Alemania). Además, fue invitado como profesor “Lehrbeauftragter” en varias instituciones científico académicas, tales como las fundaciones Alexander Von Humboldt  y Heinrich Hertz (Alemania), la Universidad Internacional Menéndez y Pelayo y el Centro de Estudios Constitucionales de Madrid (España). Colaboró con juristas e intelectuales como Gregorio Peces Barba, Elías Díaz y Roberto Bergalli en España o Hilde Kaufmann y Ulrich Klug en Alemania.
A pesar de los reiterados pedidos de sus colegas y amigos para establecerse y trabajar en Europa, decide volver al país -ya nuevamente en democracia- en 1987, recuperando sus cargos como docente e investigador en la Universidad Nacional de Rosario.
Tanto su obra como su persona propiciaron el acercamiento de numerosos intelectuales y jóvenes estudiantes y graduados que, provenientes de distintas disciplinas (políticas, sociológicas, antropológicas, etc.) colaboraron en la tarea - no sin obstáculos institucionales - de establecer en la Facultad de Derecho de la Universidad Nacional de Rosario un centro de estudios e Investigaciones en materia de derechos humanos, el cual finalmente fundó en el mes de febrero de 1988, siendo elegido unánimemente como su primer director.
Además de su actividad como docente en la cátedra de filosofía del derecho –materia de la que fue el primer profesor titular en la facultad de derecho de la U.N.R. - continuó con sus actividades como investigador, ocupándose no sólo de las cuestiones de lógica jurídica que constituyeron su afición inicial, sino también de todos aquellos temas relacionados con el ámbito de los derechos humanos, y muy especialmente de los atinentes a cuestiones interétnicas (o interculturalidad) y a la incorporación de los tratados internacionales sobre Derechos Humanos a la Constitución Nacional de 1994.
Aunque continuaba con su actividad científica y académica, falleció el 14 de febrero de 1998 en la ciudad de Rosario.

## Campos de estudios e investigaciones
- Epistemología de las Ciencias Sociales
- Filosofía del Derecho
- Lógica y metodología jurídica
- Derechos Humanos

## Títulos
En Alemania:

Sello de la Universidad de Colonia, Alemania. El Dr. Gardella trabajó allí varios años.

- 1967-69 - Profesor invitado, Universidad de Colonia (Beca de la Fundación Humboldt)
- 1975-77 - Profesor invitado, Universidad de Colonia (Becas de la Fundación Humboldt y de la Fundación H. Hertz)
- 1977-87 - Profesor a cargo de cátedra (Filosofía del Derecho, Metodología Jurídica, Derechos Humanos), Universidad de Colonia
- 1979-81 - Investigador, Universidad de Colonia

En España:
- 1981 - Profesor de Seminario, Santander, Universidad Internacional M. M. Pelayo
- 1983 - Profesor de Seminario, Sietges, Universidad Internacional M. M. Pelayo
- 1983 - Contrato de investigación, Centro de Estudios Constitucionales de Madrid

En Argentina:
- 1957 - Defensor General
- 1963-68 - Juez Civil y Comercial de 1.ª instancia de los tribunales provinciales de la ciudad de Rosario.
- 1987-98 - Profesor titular de la cátedra "Filosofía del Derecho" de la Facultad de derecho de la U.N.R.
- 1997 - Integrante del banco de evaluadores del Conicet.

## Publicaciones
De las publicaciones elaboradas por el Dr. Gardella –tanto en castellano como en alemán- se destacan:
- 1984 - "América Central: Derechos Humanos, desarrollo, y papel del Estado", en: Revista Sistema, Madrid, Nr.60/61 pp.135-154.[4]
- 1985 - "La responsabilidad por la violación de los Derechos Humanos y la problemática de la culpa". en: Juan José Bustos y Roberto Bergalli (compiladores), en “El poder penal del Estado. Homenaje a Hilde Kaufmann”, Buenos Aires, pp. 355-375.[5]
- 1986 -"Rechtsphilosophie und Menschenrechte", en: H.J.Hirsch, G.Kaiser y H.Marquardt (compiladores) "Gedächtnisschrift für Hilde Kaufmann" , Berlin-New York, Walter de Gruyter, pp. 113-132.[6]
- 1989 - "Sobre las fundamentaciones filosóficas de los Derechos Humanos", en: L. Olguín y otros, “Derechos Humanos. Un debate necesario”, Buenos Aires -Costa Rica, Instituto Interamericano de Derechos Humanos, pp. 57-82 y 86-101[7]
- 1990 - "Introducción a la Epistemología del Derecho", obra publicada en conjunto con Luis Díaz Molano y Héctor Vázquez, Rosario, Ed. Dirección de Publicaciones de la UNR.[8]
- 1992 - "Supuestos epistemológicos de una teoría crítica del Derecho", en: “Papeles de Trabajo” (Revista del Centro de Estudios Interdisciplinarios en Etnolingüística y Antropología Socio-Cultural) Nr.2, Rosario, pp.40 y ss.
- 1993 - "Derechos Humanos y Constitución Nacional", en: I. Cullen, A. Petracca y J. C. Gardella, “La Constitución Nacional”, Rosario, Ed. de la U.N.R.[9]
- 1996 - “Derechos Humanos y Ciencias Sociales. Problemáticas de fin de siglo” (J. C. Gardella comp.), Rosario, Ed. Homo Sapiens.[10]

## Juan Carlos Gardella y Ulrich Klug
Durante su estancia por la entonces República Federal de Alemania, el Prof. Gardella consolidó su amistad con el jurista alemán Ulrich Klug, cuyos trabajos sobre la lógica jurídica ya eran conocidos por Gardella desde la década de los años 60. Fruto de este fuerte vínculo profesional y humano quedó plasmado en la autorización que el propio Klug brindó a Gardella para traducir al castellano dos de sus obras más importantes:
- Kelsen, Hans y Klug, Ulrich “Rechtsnormen und logische Analyse" (1.ed., 1981) publicada como "Normas jurídicas y análisis lógico" en Madrid, 1988, por el Centro de Estudios Constitucionales.[11]

- "Juristische Logik" (4. ed., 1982) publicada como "Lógica Jurídica" en Bogotá 1991 por Ed. Temis.[12]

A pesar de haber vuelto a Argentina, el vínculo entre ambos juristas se mantuvo hasta la muerte del Prof. Klug en 1994.